# Spoiler (média)
A spoiler irodalmi művekre, filmekre, videojátékokra stb. vonatkozó információ: leggyakrabban a végkifejlet elárulását jelenti, de kulcsfontosságú pontok (főleg hosszabb alkotások esetén) nem csak a mű végén találhatók. Idő előtti közlése elronthatja, tönkreteheti a befogadás élményét, újabb kutatások szerint viszont akár élvezetesebb is lehet a művek olvasása, ha előre tudjuk a végüket.

## A szó eredete
A kifejezés az angol spoil (’elrontani’) igéből származik. Magyar szóként jószerével csak az internetes szlengben használatos. Tartalmilag leginkább a poéngyilkosság fogalmával rokonítható, bár e kifejezés elsősorban a vicc műfajában használatos.

## Jellegzetes spoilerek
- Krimiben a gyilkos személyének elárulása. (A legjellegzetesebb példa a Columbo sorozat, amikor is a film a gyilkosság és a gyilkos személyének bemutatásával kezdődik, mégis örökbecsű darab minden része. Tehát lehet a spoilert jól is alkalmazni és direkt erre építeni a filmet.)
- Számítógépes kalandjátékban egy elrejtett tárgy hollétének felfedése.
- A cselekmény olyan fordulatának előrejelzése, amely az alkotó által kívánt hatást (izgalmat, szorongást, meghatódást, nevetést stb.) váratlansága révén éri el.
- Valamely (fő)szereplő halálának (vagy egyéb sorsdöntő eseménynek) elárulása.
- Annak felfedése, hogy a történetben megjelenő két alak valójában egy személy.
- Egy titokzatos ismeretlen kilétének elárulása.

## Előfordulás
- A spoilert elkövetheti magának a műnek a kiadója. Ennek tipikus példája a túl sokat mondó fülszöveg, ill. az olyan borítóillusztráció, amely következtetni enged a cselekményre.
- Élőszóban megtörténhet, hogy aki másodszor lát egy filmet, felhívja nézőtársa figyelmét, hogy „Na, most figyelj!” – és ezzel oda a meglepetés.
- Műelemzések, kritikák, recenziók ugyancsak árulhatnak el nemkívánatos módon információt.
- Népszerű művek kapcsán létrejött internetes fórumok, rajongói oldalak hozzászólói gyakran hivatkoznak úgy a szeretett műre, hogy mondanivalójuk megszövegezésekor nem gondolnak azokra, akik a kérdéses művel csak a jövőben ismerkednek meg.
- A spoilerek előfordulhatnak időutazások hatására is. Ha egy ember a jövőbe utazik és megtud valamit, amit a jelenbe való visszautazása után spoilernek minősítünk. (Persze a valóságban a tudomány mai állása szerint az időutazás lehetetlen.) Erre egy jó példa a Ki vagy, Doki? című sorozat.

## A spoiler kiküszöbölése
A csattanó idő előtti közlését elkerülendő egyes internetes fórumokon, lexikonokban (így a Wikipédiában is) az egyes művek cselekményének leírásakor spoiler-figyelmeztetéseket (angolul spoiler alert) használnak. (Ezekre néha röviden szintén a spoiler szóval utalnak.) A cikk olvasói ezek révén átugorhatják a cikk kritikus részeit, és úgy kaphatnak háttérinformációt a mű részleteiről, hogy később az eredetit is izgalommal követhetik végig. A cikkekben közölt információkat tehát elkülönítik aszerint, hogy melyek lehetnek szükségesek a mű folyamatos megértéséhez, és melyek azok, amelyek felfedése leront(hat)ja a befogadás élményét – így lehetővé teszik az olvasóknak, hogy belátásuk szerint csak az előbbi ismeretekről tájékozódjanak.
A spoilerek elkerülését rendszerint egy erre szánt funkcióval oldják meg (ezt néha úgy nevezik: „spoiler alá” helyezik az illető szövegrészt).
- A leggyakoribb módok közé tartozik, ha a problematikus szövegrész elé egy jól látható, az oldal egészétől látványosan elütő figyelmeztetést tesznek, hogy át lehessen ugrani.
- Az olvasó még nagyobb tiszteletben tartását jelenti, ha a szöveget az oldal háttérszínével írják, így az csak kijelölés után lesz látható.
- Előfordul a ROT13 kódolás is, ahol a rejtett információt egy egyszerű titkosírással közlik (13 betűvel eltolva).